# Chiesa del Santissimo Salvatore (Reggio Calabria)
La chiesa del Santissimo Salvatore è una chiesa della città di Reggio Calabria. Sorge nel quartiere Tre Mulini, nei pressi di Palazzo Campanella, sede del Consiglio regionale della Calabria.

## Storia
Fu eretta dall'arcivescovo mons. Carmelo Pujia, con decreto del 21 maggio 1930, che fu denominato: smembramento, trasferimento ed aggregazione, traendo il titolo ed beneficio del Santissimo Salvatore dalla località di Trizzino in Terreti.
Il decreto arcivescovile prende spunto dall'immane tragedia del terremoto del 1908 per identificare i cambiamenti che ci sono stati nella città di Reggio, in particolare la conurbazione, che ha teso ha costituire un grosso centro nella città, spopolando le campagne limitrofe. negli anni trenta venne allargata la città rispetto alla primitiva estensione che andava da piazza De Nava fino ai limiti del Calopinace. In quel periodo avvenne infatti la costituzione della "Grande Reggio" con l'inclusione di 14 comuni limitrofi e nel 1927 la popolazione ammontava a circa 121 000 abitanti.
Il decreto dell'arcivescovo Pujia fa riferimento allo smembramento della parrocchia Santa Lucia, a causa della sua grande estensione, difficile da gestire con un solo parroco; dall'altra parte il territorio di Trizzino, che deteneva il titolo del Santissimo Salvatore, era costituito da pochi fedeli che opportunamente potevano essere aggregati a Terreti.
La parrocchia di Santa Lucia era limitata a Nord dal torrente Annunziata, ad Ovest dal Lido Zerbi e dal mare, a Sud dal vallone Santa Lucia, ad Est dall'antico limite con le parrocchie di Condera e dall'altra parte di Vito; su questi due versanti venne identificata la zona del Santissimo Salvatore (i cui confini vengono meglio identificati da un decreto dell'Arcivescovo Pujia, datato 2 aprile 1931).
I due decreti vengono civilmente riconosciuti con il Decreto Regio di Vittorio Emanuele III, controfirmato dal Ministro degli Interni Rocco del 1º ottobre 1931. In questo Decreto del Re Vittorio Emanuele III vengono citati i due decreti dell'Arcivescovo del 21 maggio 1930 e 2 aprile 1931 con i quali egli aveva soppresso la sede del beneficio della parrocchia del Santissimo Salvatore nella località detta Trizzino, aggregandola al relativo territorio della parrocchia di Sant'Antonio Abate in Terreti ed ha eretto nella chiesa di San Francesco di Paola, nella località Tre Mulini, una nuova Parrocchia sotto il titolo augusto del Santissimo Salvatore della città di Reggio, assegnando ad essa parte del territorio della parrocchia di Santa Lucia. L'arcivescovo Pujia, dopo aver sentito il parere del Capitolo Metropolitano, con decano mons. Francesco Quattrone, disponeva la lettura del decreto arcivescovile nelle rispettive Chiese.
E giustappunto dal giugno 1930 la Chiesa,poi Basilica,del S.S. Salvatore di via Cardinale Portanova diviene la parrocchia di riferimento delle famiglie nobili e notabili della zona quali:Annunziata,De Stefano, Griso, Licandro, Logoteta, Sacco, Scopelliti, Spanò di Tre Mulini.

## Parroci
| PERIODO   | PARROCO                     |
| --------- | --------------------------- |
| 1930-?    | Don Bartolo Politi          |
| 1957-1984 | Don Santo Laganà            |
| 1984-2012 | Can. Mons. Antonio Morabito |
| 2012-oggi | Don Antonio Bacciarelli     |